# فرنانه
فرنانه (به عربی: فرنانة) یک منطقهٔ مسکونی در تونس است که در استان جندوبه واقع شده‌است. فرنانه ۴٬۶۸۱ نفر جمعیت دارد.